# Bakrov(II) klorid
Bakrov(II) klorid(CuCl2 x 2 H2O, bakrov diklorid) je najpoznatiji bakrov(II) halogenid.

Upotrebljava se kao močilo u industriji nekih organskih boja i u tisku tekstila, u kemiji je dobar katalizator za organske sinteze, za rafinaciju bakra, zlata i srebra, za dobivanje žive mokrim postupkom, u fotografiji, za zelenu vatru u pirotehnici /s blagim utjecajem plave boje na rubovima plamena/, za uništavanje korova i zaprašivanje sjemena, itd.
Anhidrid (nastaje oko 500 °C) je smeđi prah, a dihidrat (nastaje poviše 100 °C) je svijetloplavi prah.

Bezvodni klorid nastaje i direktnom sintezom; užareni bakar u kloru.

## Dobivanje
1. Bakrov(II) klorid može se pripraviti iz bakrova(II) oksida i koncentrirane otopine klorovodične kiseline:
CuO + 2 HCl -> CuCl2 + H2O
U suvišku klorovodične kiseline nastaje maslinastozeleni kloro-kompleks bakra(II):
CuCl2 + 2HCl -> H2[CuCl4]
Razrijedi li se tako nastala otopina kloro-kompleksa bakra(II) s vodom doći će do prijelaza maslinastozelene boje u svijetlomodru zbog stvaranja akva-kompleksa bakra(II):
H2[CuCl4] + 4H2O -> [Cu(H2O)4]2+ + 2H+ + 4Cl-
CuCl2 x 2H2O + 2H2O -> [Cu(H2O)4]3+ + 2Cl-
Doda li se otopini kloro-kompleksa bakra(II), bakrenih strugotina ili bakrene žice doći će do redukcije bakra(II) u bakar(I):
H2[CuCl4] + Cu -> 2H[CuCl2]
2. Može se pripraviti i reakcijom klorovodične kiseline s bakrovim(II) karbonatom.
Kruti i bezvodni CuCl2, iz dihidrata se može dobiti djelovanjem male količine koncentrirane sumporne kiseline ili grijanjem u suhom klorovodiku. Grijanjem i uparivanjem, moguće da i nastane bazični klorid, što zavisi o načinu pripravka dihidrata i temperaturi na kojoj se grije.
Za sušenje je ponajbolje u eksikatoru, s primjerice silika-gelom.